# Tauromaquia y literatura
Con tauromaquia y literatura se hace referencia a obras o piezas de cualquiera de los géneros que reconoce como propios la literatura cuyo argumento, ambiente o personajes guardan relación directa o indirecta con la fiesta de los toros, ya sea con el espectáculo en sí mismo o con el denominado planeta taurino.
El historiador y crítico de la estética y de la literatura española, Menéndez Pelayo, enseñó en su Historia de las ideas estéticas en España que la tauromaquia pertenece a las artes secundarias:

Son artes secundarias todos aquellos ejercicios y obras humanas que, sin proponerse un fin de utilidad práctica inmediata y participando por esto del carácter desinteresado de las obras estéticas, tienden a hacer resaltar, por medio del libre juego de nuestras facultades físicas o morales, cualidades de fuerza, de agilidad o de gracia, análogos a la belleza, cuando no la belleza misma de la figura humana. A este género pertenecen… la tauromaquia, que en realidad es una terrible y colosal pantomima de feroz y trágica belleza, en la cual se dan reunidos y perfeccionados los elementos estéticos de la equitación y de la esgrima, así como la ópera produce juntos los efectos de la música y de la poesía. Bastante más merecen estos ejercicios el calificativo de artes que la pirotecnia y la agricultura (!!) que han querido admitir algunos teóricos.
Menéndez Pelayo, Historia de las ideas estéticas en España, hasta el siglo XVII, cap. XII

El filósofo José Ortega y Gasset explicaba que era impensable estudiar la historia de España sin considerar las corridas de los toros.
Si muchos de los escritores y filósofos de la Generación del 98, no gustaban de las corridas de toros, era porque la culpaban del atraso de la sociedad española. Así, Unamuno explicaba que no le gustaban las corridas, no porque fuese un espectáculo cruento, sino porque se perdía mucho tiempo hablando de ella y esto explicaba la formación cultural de sus espectadores. Ortega y Gasset, en su obra La caza y los toros, se extrañaba de que el toreo, siendo un ejercicio callado diese tanto que hablar. Posteriormente, la Generación del 27 en su mayoría fue amante de la fiesta, sobre la cual escribieron, pintaron y esculpieron. Vale citar las palabras con las que Federico García Lorca manifestaba su abierto apoyo y gusto por la tauromaquia: «El toreo es probablemente la riqueza poética y vital de España, increíblemente desaprovechada por los escritores y artistas, debido principalmente a una falsa educación pedagógica que nos han dado y que hemos sido los hombres de mi generación los primeros en rechazar. Creo que los toros es la fiesta más culta que hay en el mundo».
Antonio Machado deja clara su postura en su obra Juan de Mairena: «Con el toro no se juega, puesto que se le mata, sin utilidad aparte, como si dijéramos de un modo religioso, en holocausto a un dios desconocido.»
Ortega y Gasset, al igual que otros autores como el académico José María de Cossío, realizaba un paralelismo entre las corridas de toros y la historia de España:

Afirmo de la manera más taxativa que no puede comprender bien la Historia de España, desde 1650 hasta hoy, quien no se haya cimentado con rigorosa construcción la historia de las corridas de toros en el sentido estricto del término, no de la fiesta de toros que, más o menos vagamente, ha existido en la Península desde hace tres milenios, sino lo que nosotros actualmente llamamos con ese nombre. La historia de las corridas de toros revela algunos de los secretos más recónditos de la vida nacional española durante casi tres siglos. Y no se trata de vagas apreciaciones, sino que, de otro modo, no se puede definir con precisión la peculiar estructura social de nuestro pueblo durante esos siglos, estructura social que es, en muy importantes órdenes, estrictamente inversa de la normal en las otras naciones de Europa.
José Ortega y Gasset

Otros intelectuales contemporáneos, como Enrique Tierno Galván, subrayaron, en abierta contradicción con los del 98, el carácter socialmente pedagógico de la tauromaquia: «Los toros son el acontecimiento que más ha educado social, e incluso políticamente, al pueblo español». Y abundaba en el refinamiento del gusto artístico que supone para sus aficionados:

El espectador de los toros se está continuamente ejercitando en la apreciación de lo bueno y de lo malo, de lo justo y de lo injusto, de lo bello y de lo feo. El que va a los toros es exactamente lo contrario de aquel aficionado a los espectáculos, de quien dice Platón que no tolera que le hablen de la belleza en sí, de la justicia en sí y de otras cosas semejantes. El espectador de los toros no es un mero, un simple aficionado a lo espectacular, ni tampoco exclusivamente un entusiasta de la exaltación embriagadora, es, mejor que todo esto un amante del conjunto del cual, en cuanto acontecimiento, es parte necesaria.
Los toros acontecimiento nacional, E. Tierno Galván

Una larga lista de escritores de varios países ha escrito exaltando el toreo como una parte importante del alma de sus pueblos. Uno de los artistas que defendió el toreo fue el escritor peruano Mario Vargas Llosa.
Entre los partidarios de la tauromaquia se encuentran Nicolás Fernández de Moratín y Valle-Inclán. Nicolás Fernández de Moratín escribió el poema «Fiesta de toros en Madrid», escrito en quintillas. Dedicó una oda pindárica al torero Pedro Romero titulada Canción a Pedro Romero, donde muestra un estilo popular, fluido y sencillo. Sobre el tema taurino escribió también, en prosa, el folleto Carta histórica sobre el origen y progresos de las fiestas de toros en España (1777).
Filósofos contemporáneos como Fernando Savater o Enrique Tierno Galván aducen que estas críticas de los antitaurinos obedecen a la ignorancia, ya que el toro de lidia vive en libertad en su hábitat natural y, sin las corridas, no solo se extinguiría el toro bravo, sino el propio ecosistema en que se desenvuelve (las dehesas), sin embargo hay alegatos que refieren a que estas pueden ser protegidas por ley sin la necesidad de criar toros. Otros defensores del toreo, como el catedrático Andrés Amorós, argumenta que nadie ama más al toro que un buen aficionado a las corridas: «nadie admira más su belleza, nadie exige con más vehemencia su integridad y se indigna con mayor furia ante cualquier maltrato, desprecio o manipulación fraudulenta.»
Además de estas obras en 1943 se publicó el primer volumen de la enciclopedia taurina que se conoce popularmente como El Cossío y que ha continuado reeditandose al menos hasta 2007.